# Robert J. Flaherty

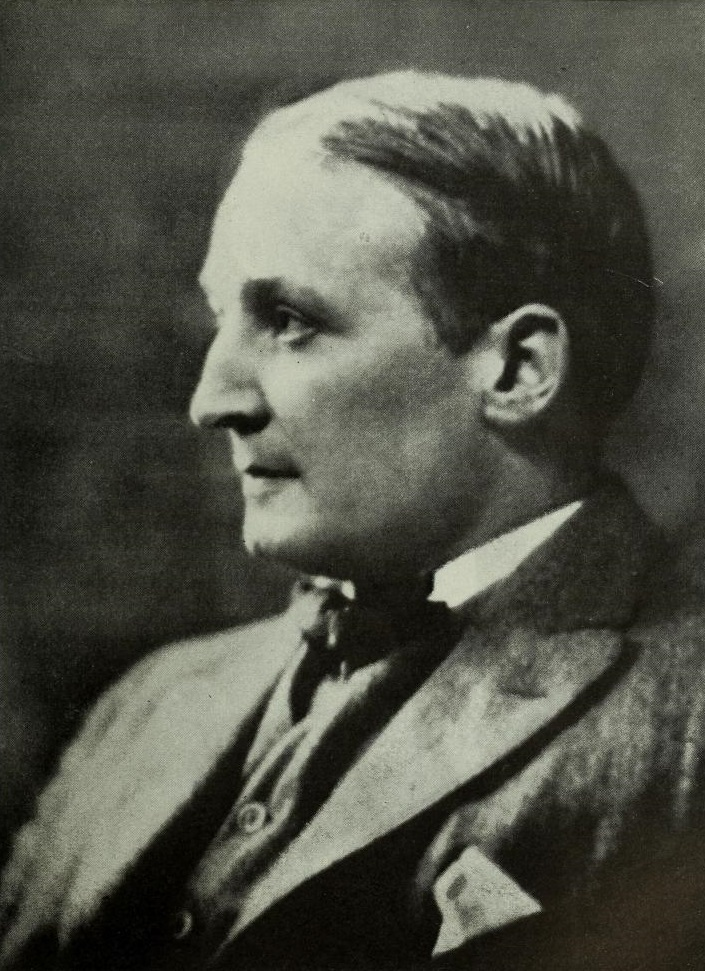
Robert J. Flaherty

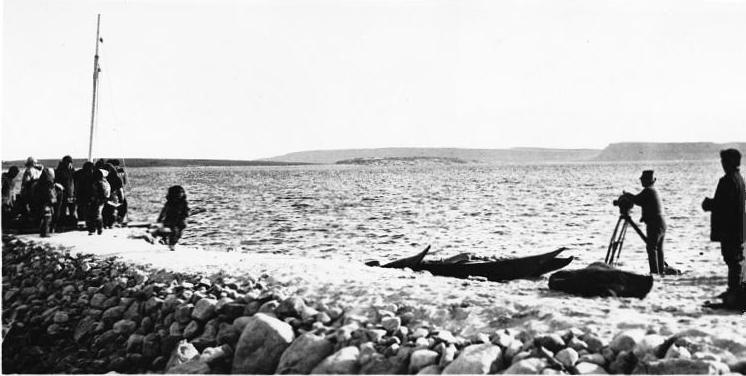
Robert J. Flaherty bezig met filmopnamen in Port Harrison (nu Inukjuak), QC, 1920-21

Robert Joseph Flaherty (Iron Mountain, 16 februari 1884 – Dummerston, 23 juli 1951) was een Amerikaans filmregisseur en documentairemaker, die vooral bekend is geworden vanwege zijn documentairefilm Nanook of the North uit 1922. Tevens bedacht hij een nieuw genre docufictie met de film Moana (1926), en staat hij bekend als een van de belangrijkste pioniers van de etnografische film en de documentairefilm.
Flaherty was van 1914 tot zijn dood getrouwd met schrijfster Frances Johnson Hubbard. Frances werkte mee aan het script van verschillende films van haar echtgenoot.

## Biografie
Flaherty werd geboren als een van zeven kinderen van Robert Henry Flaherty en Susan Klockner. Hij studeerde aan het Upper Canada College in Toronto. Flaherty begon aanvankelijk als medewerker van een spoorbedrijf voordat hij zich op films ging richten.
In 1913, tijdens een verkenningsmissie naar de Belchereilanden, nam hij op aandringen van zijn baas, Sir William Mackenzie, een camera mee. Op de Belchereilanden maakte Flaherty kennis met de Inuit, en was onder de indruk van hun levensstijl. Hij maakte zoveel filmopnamen van hen, dat zijn eigenlijke werk erbij inschoot. Flaherty keerde terug naar Toronto met vele meters film. De originele film ging echter verloren bij een brand in zijn montagekamer. Alleen een bewerkte versie kon worden gered. Deze werd in meerdere bioscopen getoond, maar Flaherty was niet tevreden met het resultaat. Hij wilde dan ook koste wat het kost een nieuwe film maken.
In 1920 kreeg Flaherty geld van Revillon Frères om deze film te maken. Dit werd Nanook of the North. De film werd onder andere opgenomen in Port Harrison, Quebec. Hij nam naast camera’s ook de materialen mee om de film direct te ontwikkelen en te bewerken. Tijdens de opnamen had Flaherty een affaire met een van de actrices uit de film, en kreeg met haar een zoon genaamd Josephie. Flaherty weigerde dit kind echter te erkennen.
Nanook of the North werd een groot succes, waarna Flaherty een contract kreeg aangeboden van Paramount om meer films te maken. Flaherty's volgende werk werd Moana. Voor deze film bracht Flaherty een jaar door op het eiland Savai'i met zijn vrouw en familie. Meer films volgden, maar geen ervan evenaarde het succes van Nanook of the North.
Flaherty Island, een van de Belchereilanden, is vernoemd naar Flaherty.

## Filmografie
- Nanook of the North (1922)
- Moana (1926)
- Twenty-Four Dollar Island (1927) korte documentaire over New York
- White Shadows in the South Seas (1928)
- Tabu (1931) met Friedrich Wilhelm Murnau
- Industrial Britain (1931)
- Man of Aran (1934)
- Elephant Boy (1937)
- The Land (1942) 45-minuten durende documentaire voor de U.S. Department of Agriculture
- Louisiana Story (1948)
- The Titan: Story of Michelangelo (1950)

## Prijzen en erkenningen
- De BAFTA looft de Robert J. Flaherty Award voor beste documentaire uit.[3]
- In 1913 werd Flaherty opgenomen in de Royal Geographical Society.[4] Later werd hij benoemd tot fellow en mocht daarom de titel FRGS (Fellow of the Royal Geographic Society) achter zijn naam voeren.